# Realistic
Albums de Ivy
Lately
(1994) Apartment Life
(1997)
Realistic est un album du groupe Ivy, sorti en 1995.

## Liste des pistes
1. Get Enough
2. No Guarantee
3. Decay - (3’53’’)
4. 15 Seconds
5. Everyday
6. Point of View
7. Don't Believe A Word
8. Beautiful
9. Shallow
10. In The Shadows
11. Dying Star
12. Over